# Henry Lowther
Sir Henry Crofton Lowther (26 marzo 1858 – 23 novembre 1939) è stato un diplomatico inglese.

## Carriera
Lowther frequentò la Harrow School e il Balliol College. Si è unito al servizio diplomatico nel 1883. Egli è stato inviato al L'Aia nel 1884, promosso a 3° segretario nel 1885, e inviato a Stoccolma nel 1886 e a Berlino nel 1888. È stato promosso a 2° segretario a Rio de Janeiro, per poi trasferirsi a Costantinopoli nel 1892, a Madrid nel 1894 e a Berna nel 1897.
Lowther tornò a Rio de Janeiro come Primo Segretario di Legazione nel 1901, è stato inviato a Tokyo come Consigliere d'Ambasciata nel 1906, ed è stato incaricato a Madrid, Berna, Rio de Janeiro e Tokyo prima di essere nominato ambasciatore in  Cile (1909-1913) e in Danimarca (1913-1916).